# Canga

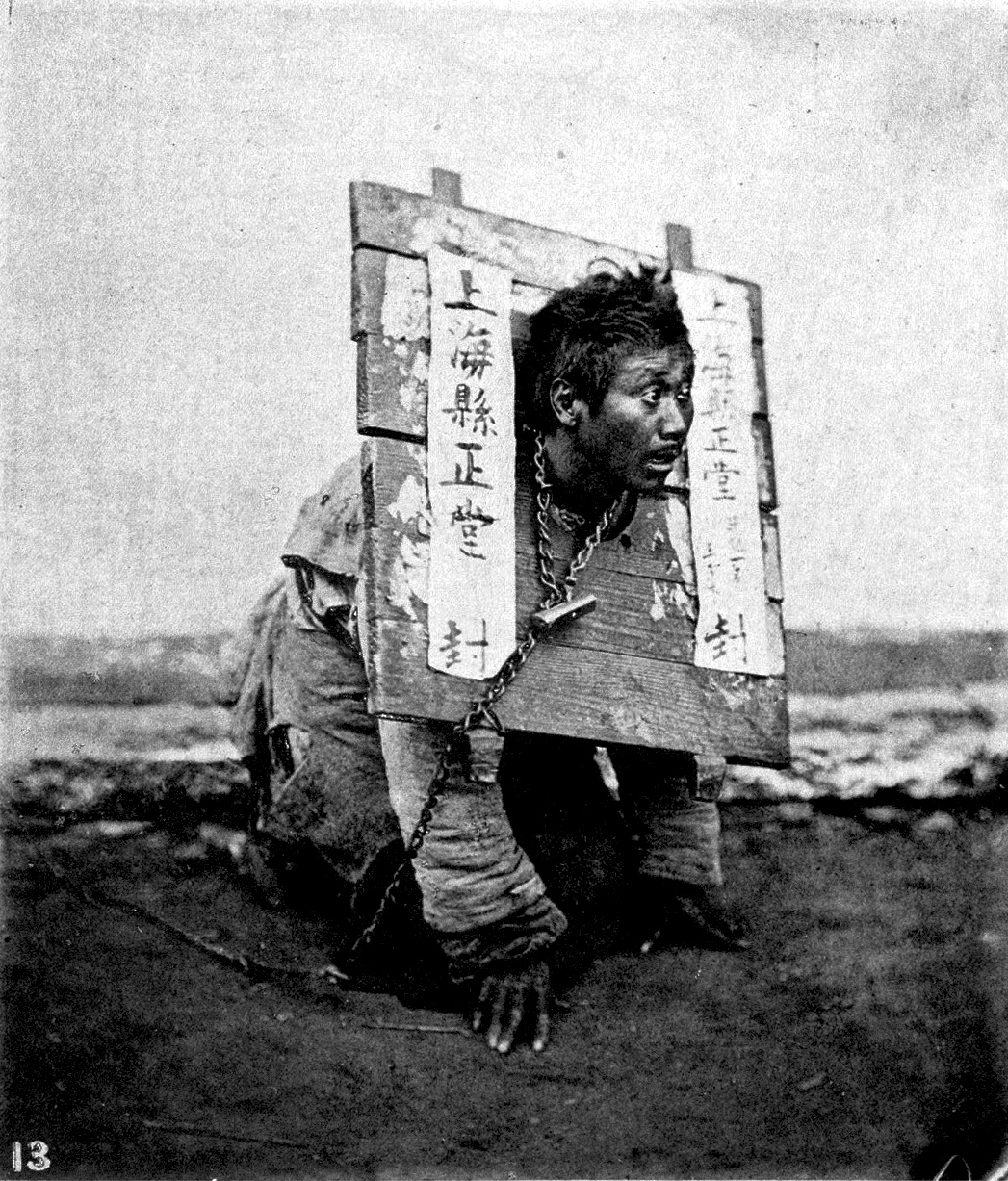
Un hombre en una canga en Shanghái, fotografiado por John Thomson c. 1870. Las hojas de papel leen «上海縣正堂，封», que significa «Sellado por el magistrado del condado de Shanghai». El delincuente tuvo que depender de los transeúntes para alimentarse.

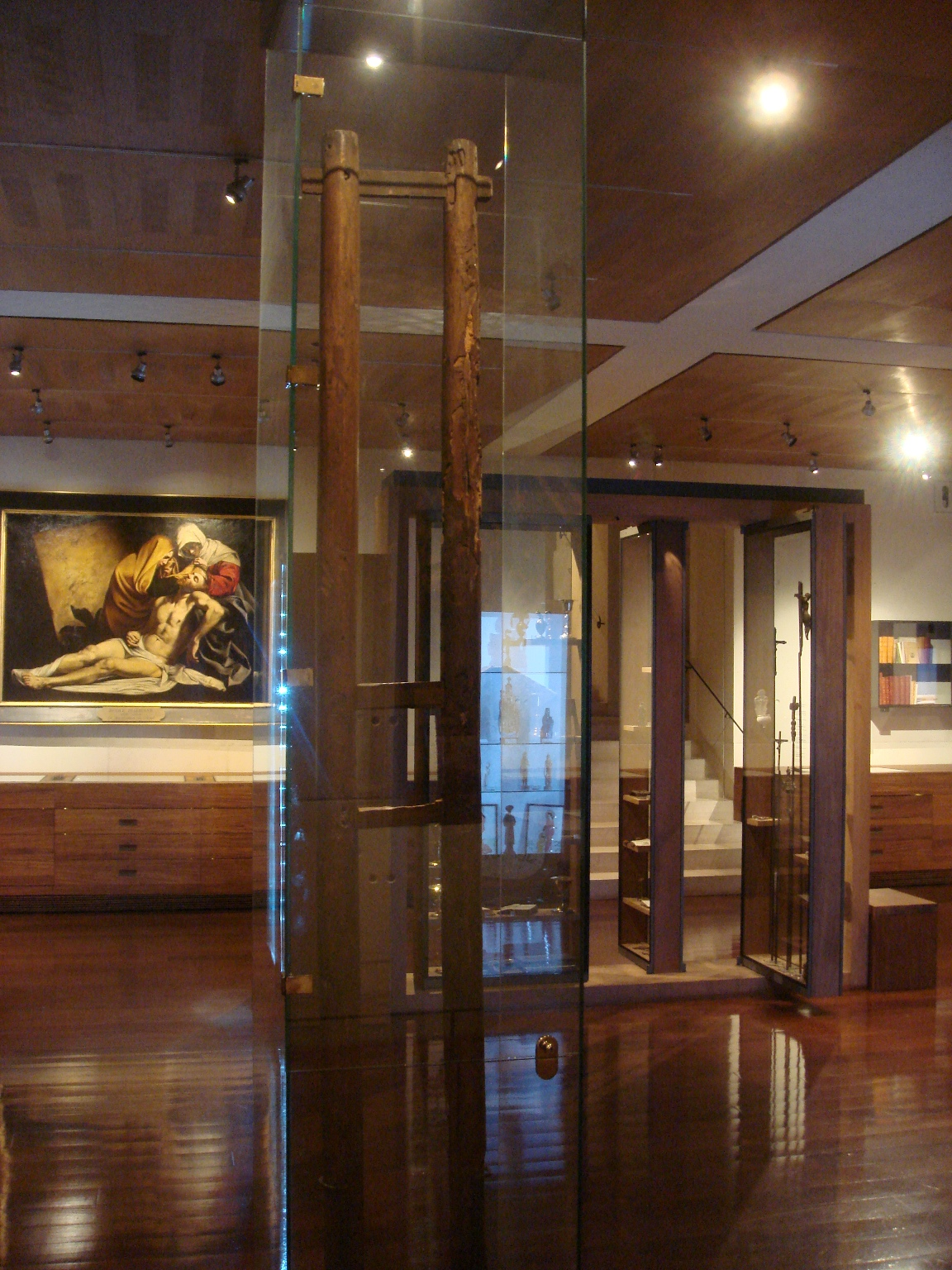
Salle des Martyrs en la Sociedad de las Misiones Extranjeras de París. El aparato en forma de escalera en el medio es el cangue que llevó Pierre Borie durante su cautiverio.

Una canga o tcha (en chino, 枷) es un dispositivo que era usado para la humillación pública y castigo corporal en Asia oriental y algunas otras partes del sudeste asiático hasta los primeros años del siglo XX. También se usaba ocasionalmente para o durante la tortura. En tanto restringía los movimientos de una persona, era común que quienes llevaban cangues murieran de hambre al no poder alimentarse.
La palabra canga proviene del portugués «canga» (y esta del celta *cambĭca 'madera curva'), que significa yugo (el diccionario de la Real Academia define canga en el mismo sentido). Los yugos también se han empleado con el mismo propósito punitivo, yendo las manos atadas a cada brazo del yugo. La palabra es frecuentemente traducida a otros idiomas como cepo, y la canga era en efecto similar a ese castigo europeo excepto que el movimiento de las manos del prisionero no estaba tan rigurosamente restringido y que la tabla de la canga no estaba fijada a una base y tenía que ser cargada a todas partes por el prisionero.

## Tipos
Aunque hay muchas formas diferentes, las cangas típicas consistían en un tablón plano grande y pesado con un agujero en el centro lo suficientemente grande para que cupiera el cuello de una persona. El tablón constaba de dos piezas que se cerraban alrededor del cuello de un prisionero y luego se aseguraban a lo largo de los bordes con cerraduras o candados. La abertura en el centro era lo suficientemente grande para que el prisionero pudiera respirar y comer, pero no lo suficientemente grande como para que pudiera zafarse la cabeza. Los presos eran confinados en la canga por un tiempo a manera de castigo. Se variaba el tamaño y especialmente el peso de las cangas en función de la severidad del castigo. El Gran Código Legal Ming (大明律) publicado en 1397 especificaba que una canga debía estar hecha de madera curada y pesar 25, 20 o 15 jīn (aproximadamente entre 9 y15 kg) dependiendo de la naturaleza del delito involucrado. A menudo, la canga era lo suficientemente grande como para que el prisionero necesitara de ayuda para comer o beber, en tanto sus manos no podían llegar a su propia boca, y eran incapaces siquiera de acostarse.

### Jaula

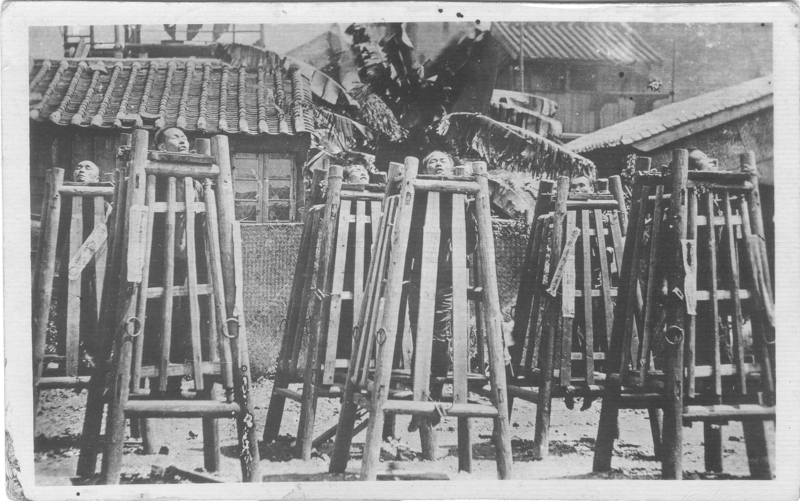
Ejecución tras la rebelión de los bóxers, China, 1900

Las cangas eran puestas encima de una jaula, de modo que los pies del prisionero no pudieran tocar el suelo. Inicialmente, había soportes bajo los pies, de manera que el prisionero pudiera pararse sin presión en el cuello. Gradualmente, los soportes fueron retirados, obligando a la canga a estrangularlo lentamente al prisionero.

### Uso ritual
Históricamente, las cangas fueron usadas en rituales de penitencia en la religión popular china. Estas cangas se parecían a las tradicionales de madera o iban hechas de tres espadas atadas o de papel. Similar a su uso como dispositivo de tortura y humillación pública, los penitentes escribían sus pecados en la tabla y caminaban por la ciudad hasta llegar al templo (generalmente un templo al dios de la ciudad) donde serían absueltos de sus pecados. A menudo, las cangas eran quemadas, especialmente las hechas de papel. La venta de cangas rituales constituía una importante fuente de ingresos para los templos chinos y aún sigue siéndolo en Taiwán. La venta de cangas rituales falsas por parte de plebeyos fue criminalizada durante la dinastía Qing.